# Alphabetische Liste der Asteroiden/F
| Alphabetische Liste der Asteroiden – F |                     |
| Nummer und Name                        | Gruppe / Typ        |
| (12044) Fabbri                         | Hauptgürtel         |
| (283277) Faber                         | Hauptgürtel         |
| (25157) Fabian                         | Hauptgürtel         |
| (34317) Fabianmak                      | Hauptgürtel         |
| (126160) Fabienkuntz                   | Hauptgürtel         |
| (3645) Fabini                          | Hauptgürtel         |
| (26177) Fabiodolfi                     | Hauptgürtel         |
| (55810) Fabiofazio                     | Hauptgürtel         |
| (1576) Fabiola                         | Hauptgürtel         |
| (27341) Fabiomuzzi                     | Hauptgürtel         |
| (7055) Fabiopagan                      | Hauptgürtel         |
| (1649) Fabre                           | Hauptgürtel         |
| (18649) Fabrega                        | Hauptgürtel         |
| (5221) Fabribudweis                    | Hauptgürtel         |
| (16690) Fabritius                      | Hauptgürtel         |
| (212176) Fabriziospaziani              | Hauptgürtel         |
| (410619) Fabry                         | Hauptgürtel         |
| (11142) Facchini                       | Hauptgürtel         |
| (27959) Fagioli                        | Hauptgürtel         |
| (1593) Fagnes                          | Marsbahnkreuzer     |
| (9021) Fagus                           | Hauptgürtel         |
| (288478) Fahlman                       | Hauptgürtel         |
| (7536) Fahrenheit                      | Hauptgürtel         |
| (751) Faïna                            | Hauptgürtel         |
| (204873) FAIR                          | Hauptgürtel         |
| (67235) Fairbank                       | Hauptgürtel         |
| (18964) Fairhurst                      | Hauptgürtel         |
| (21424) Faithchang                     | Hauptgürtel         |
| (22898) Falce                          | Hauptgürtel         |
| (7963) Falcinelli                      | Hauptgürtel         |
| (60183) Falcone                        | Hauptgürtel         |
| (37646) Falconscott                    | Hauptgürtel         |
| (233943) Falera                        | Hauptgürtel         |
| (48480) Falk                           | Hauptgürtel         |
| (14025) Fallada                        | Hauptgürtel         |
| (10740) Fallersleben                   | Hauptgürtel         |
| (15617) Fallowfield                    | Hauptgürtel         |
| (6640) Falorni                         | Hauptgürtel         |
| (4663) Falta                           | Hauptgürtel         |
| (120324) Falusandrás                   | Hauptgürtel         |
| (9838) Falz-Fein                       | Hauptgürtel         |
| (408) Fama                             | Hauptgürtel         |
| (151590) Fan                           | Hauptgürtel         |
| (3478) Fanale                          | Hauptgürtel         |
| (1589) Fanatica                        | Hauptgürtel         |
| (16435) Fándly                         | Hauptgürtel         |
| (185538) Fangcheng                     | Hauptgürtel         |
| (31312) Fangerhai                      | Hauptgürtel         |
| (5306) Fangfen                         | Hauptgürtel         |
| (212795) Fangjiancheng                 | Hauptgürtel         |
| (25043) Fangxing                       | Hauptgürtel         |
| (215021) Fanjingshan                   | Hauptgürtel         |
| (821) Fanny                            | Hauptgürtel         |
| (9331) Fannyhensel                     | Hauptgürtel         |
| (1224) Fantasia                        | Hauptgürtel         |
| (10311) Fantin-Latour                  | Hauptgürtel         |
| (242492) Fantomas                      | Hauptgürtel         |
| (21815) Fanyang                        | Hauptgürtel         |
| (4554) Fanynka                         | Hauptgürtel         |
| (37582) Faraday                        | Hauptgürtel         |
| (3248) Farinella                       | Hauptgürtel         |
| (33817) Fariswald                      | Hauptgürtel         |
| (240757) Farkasberci                   | Hauptgürtel         |
| (6271) Farmer                          | Hauptgürtel         |
| (16946) Farnham                        | Hauptgürtel         |
| (84100) Farnocchia                     | Hauptgürtel         |
| (9358) Fårö                            | Hauptgürtel         |
| (23989) Farpoint                       | Hauptgürtel         |
| (5256) Farquhar                        | Hauptgürtel         |
| (7501) Farra                           | Hauptgürtel         |
| (16127) Farzan-Kashani                 | Hauptgürtel         |
| (11997) Fassel                         | Hauptgürtel         |
| (27719) Fast                           | Hauptgürtel         |
| (17712) Fatherwilliam                  | Hauptgürtel         |
| (866) Fatme                            | Hauptgürtel         |
| (20394) Fatou                          | Hauptgürtel         |
| (2583) Fatyanov                        | Hauptgürtel         |
| (47144) Faulkes                        | Hauptgürtel         |
| (8685) Fauré                           | Hauptgürtel         |
| (214820) Faustocoppi                   | Hauptgürtel         |
| (243285) Fauvaud                       | Hauptgürtel         |
| (11849) Fauvel                         | Hauptgürtel         |
| (5077) Favaloro                        | Hauptgürtel         |
| (4820) Fay                             | Hauptgürtel         |
| (1418) Fayeta                          | Hauptgürtel         |
| (22633) Fazio                          | Hauptgürtel         |
| (21495) Feaga                          | Hauptgürtel         |
| (10985) Feast                          | Hauptgürtel         |
| (11041) Fechner                        | Hauptgürtel         |
| (2533) Fechtig                         | Hauptgürtel         |
| (274810) Fedáksári                     | Hauptgürtel         |
| (3195) Fedchenko                       | Hauptgürtel         |
| (28509) Feddersen                      | Hauptgürtel         |
| (4726) Federer                         | Hauptgürtel         |
| (12817) Federica                       | Hauptgürtel         |
| (133296) Federicotosi                  | Hauptgürtel         |
| (25639) Fedina                         | Hauptgürtel         |
| (15695) Fedorshpig                     | Hauptgürtel         |
| (7741) Fedoseev                        | Hauptgürtel         |
| (11445) Fedotov                        | Hauptgürtel         |
| (1984) Fedynskij                       | Hauptgürtel         |
| (19575) Feeny                          | Hauptgürtel         |
| (3433) Fehrenbach                      | Hauptgürtel         |
| (58364) Feierberg                      | Hauptgürtel         |
| (7147) Feijth                          | Hauptgürtel         |
| (9512) Feijunlong                      | Hauptgürtel         |
| (15569) Feinberg                       | Hauptgürtel         |
| (19461) Feingold                       | Hauptgürtel         |
| (6653) Feininger                       | Hauptgürtel         |
| (21721) Feiniqu                        | Hauptgürtel         |
| (10988) Feinstein                      | Hauptgürtel         |
| (28954) Feiyiou                        | Hauptgürtel         |
| (10666) Feldberg                       | Hauptgürtel         |
| (3658) Feldman                         | Hauptgürtel         |
| (7838) Feliceierman                    | Hauptgürtel         |
| (294) Felicia                          | Hauptgürtel         |
| (3927) Feliciaplatt                    | Hauptgürtel         |
| (20305) Feliciayen                     | Hauptgürtel         |
| (13520) Félicienrops                   | Hauptgürtel         |
| (109) Felicitas                        | Hauptgürtel         |
| (5940) Feliksobolev                    | Hauptgürtel         |
| (1664) Felix                           | Hauptgürtel         |
| (239716) Felixbaumgartner              | Hauptgürtel         |
| (9757) Felixdejager                    | Hauptgürtel         |
| (10660) Felixhormuth                   | Hauptgürtel         |
| (33415) Felixwang                      | Hauptgürtel         |
| (21276) Feller                         | Hauptgürtel         |
| (5150) Fellini                         | Hauptgürtel         |
| (33258) Femariebustos                  | Hauptgürtel         |
| (204842) Fengchia                      | Hauptgürtel         |
| (243546) Fengchuanliu                  | Hauptgürtel         |
| (187709) Fengduan                      | Hauptgürtel         |
| (18561) Fengningding                   | Hauptgürtel         |
| (79811) Fengzikai                      | Hauptgürtel         |
| (1453) Fennia                          | Hauptgürtel         |
| (7708) Fennimore                       | Hauptgürtel         |
| (17951) Fenska                         | Hauptgürtel         |
| (115254) Fényi                         | Hauptgürtel         |
| (1048) Feodosia                        | Hauptgürtel         |
| (43790) Ferdinandbraun                 | Hauptgürtel         |
| (204370) Ferdinandvaněk                | Hauptgürtel         |
| (11584) Ferenczi                       | Hauptgürtel         |
| (1745) Ferguson                        | Hauptgürtel         |
| (32931) Ferioli                        | Hauptgürtel         |
| (12007) Fermat                         | Hauptgürtel         |
| (8103) Fermi                           | Hauptgürtel         |
| (11998) Fermilab                       | Hauptgürtel         |
| (9346) Fernandel                       | Hauptgürtel         |
| (17121) Fernandonido                   | Hauptgürtel         |
| (31493) Fernando-Peiris                | Hauptgürtel         |
| (26984) Fernand-Roland                 | Hauptgürtel         |
| (2496) Fernandus                       | Hauptgürtel         |
| (18055) Fernhildebrandt                | Hauptgürtel         |
| (8875) Fernie                          | Hauptgürtel         |
| (72) Feronia                           | Hauptgürtel         |
| (161545) Ferrando                      | Hauptgürtel         |
| (4122) Ferrari                         | Hauptgürtel         |
| (5201) Ferraz-Mello                    | Hauptgürtel         |
| (3308) Ferreri                         | Hauptgürtel         |
| (13326) Ferri                          | Hauptgürtel         |
| (10584) Ferrini                        | Hauptgürtel         |
| (10937) Ferris                         | Hauptgürtel         |
| (82927) Ferrucci                       | Hauptgürtel         |
| (157020) Fertőszentmiklós              | Hauptgürtel         |
| (73442) Feruglio                       | Hauptgürtel         |
| (2286) Fesenkov                        | Hauptgürtel         |
| (15939) Fessenden                      | Hauptgürtel         |
| (7983) Festin                          | Hauptgürtel         |
| (4694) Festou                          | Hauptgürtel         |
| (8806) Fetisov                         | Hauptgürtel         |
| (12350) Feuchtwanger                   | Hauptgürtel         |
| (7099) Feuerbach                       | Hauptgürtel         |
| (10628) Feuerbacher                    | Hauptgürtel         |
| (191282) Feustel                       | Hauptgürtel         |
| (21457) Fevig                          | Hauptgürtel         |
| (336694) Fey                           | Hauptgürtel         |
| (22356) Feyerabend                     | Hauptgürtel         |
| (7495) Feynman                         | Hauptgürtel         |
| (3695) Fiala                           | Hauptgürtel         |
| (33458) Fialkow                        | Hauptgürtel         |
| (6765) Fibonacci                       | Hauptgürtel         |
| (3475) Fichte                          | Hauptgürtel         |
| (29736) Fichtelberg                    | Hauptgürtel         |
| (10248) Fichtelgebirge                 | Hauptgürtel         |
| (11698) Fichtelman                     | Hauptgürtel         |
| (524) Fidelio                          | Hauptgürtel         |
| (10123) Fideöja                        | Hauptgürtel         |
| (37) Fides                             | Hauptgürtel         |
| (318547) Fidrich                       | Hauptgürtel         |
| (380) Fiducia                          | Hauptgürtel         |
| (14825) Fieber-Beyer                   | Hauptgürtel         |
| (2314) Field                           | Hauptgürtel         |
| (15986) Fienga                         | Hauptgürtel         |
| (48782) Fierz                          | Hauptgürtel         |
| (5365) Fievez                          | Hauptgürtel         |
| (1099) Figneria                        | Hauptgürtel         |
| (213770) Fignon                        | Hauptgürtel         |
| (25488) Figueiredo                     | Hauptgürtel         |
| (5316) Filatov                         | Hauptgürtel         |
| (229440) Filimon                       | Hauptgürtel         |
| (2892) Filipenko                       | Hauptgürtel         |
| (28276) Filipnaiser                    | Hauptgürtel         |
| (1616) Filipoff                        | Hauptgürtel         |
| (13088) Filipportera                   | Hauptgürtel         |
| (21687) Filopanti                      | Hauptgürtel         |
| (79826) Finardi                        | Hauptgürtel         |
| (101723) Finger                        | Hauptgürtel         |
| (795) Fini                             | Hauptgürtel         |
| (10891) Fink                           | Hauptgürtel         |
| (151657) Finkbeiner                    | Hauptgürtel         |
| (5706) Finkelstein                     | Hauptgürtel         |
| (1794) Finsen                          | Hauptgürtel         |
| (25298) Fionapaine                     | Hauptgürtel         |
| (24351) Fionawood                      | Hauptgürtel         |
| (13638) Fiorenza                       | Hauptgürtel         |
| (4231) Fireman                         | Hauptgürtel         |
| (30585) Firenze                        | Hauptgürtel         |
| (25492) Firnberg                       | Hauptgürtel         |
| (7722) Firneis                         | Hauptgürtel         |
| (42482) Fischer-Dieskau                | Hauptgürtel         |
| (21451) Fisher                         | Hauptgürtel         |
| (21396) Fisher-Ives                    | Hauptgürtel         |
| (22623) Fisico                         | Hauptgürtel         |
| (3665) Fitzgerald                      | Hauptgürtel         |
| (8330) Fitzroy                         | Hauptgürtel         |
| (4985) Fitzsimmons                     | Hauptgürtel         |
| (3342) Fivesparks                      | Hauptgürtel         |
| (43955) Fixlmüller                     | Hauptgürtel         |
| (69870) Fizeau                         | Hauptgürtel         |
| (9040) Flacourtia                      | Hauptgürtel         |
| (2118) Flagstaff                       | Hauptgürtel         |
| (6582) Flagsymphony                    | Hauptgürtel         |
| (18099) Flamini                        | Hauptgürtel         |
| (1021) Flammario                       | Hauptgürtel         |
| (8752) Flammeus                        | Hauptgürtel         |
| (4987) Flamsteed                       | Hauptgürtel         |
| (18368) Flandrau                       | Hauptgürtel         |
| (11379) Flaubert                       | Hauptgürtel         |
| (2588) Flavia                          | Hauptgürtel         |
| (7156) Flaviofusipecci                 | Hauptgürtel         |
| (14065) Flegel                         | Hauptgürtel         |
| (12218) Fleischer                      | Hauptgürtel         |
| (91006) Fleming                        | Hauptgürtel         |
| (14632) Flensburg                      | Hauptgürtel         |
| (9359) Fleringe                        | Hauptgürtel         |
| (3265) Fletcher                        | Hauptgürtel         |
| (22366) Flettner                       | Hauptgürtel         |
| (349606) Fleurance                     | Hauptgürtel         |
| (255019) Fleurmaxwell                  | Hauptgürtel         |
| (10203) Flinders                       | Hauptgürtel         |
| (1736) Floirac                         | Hauptgürtel         |
| (4220) Flood                           | Hauptgürtel         |
| (8) Flora                              | Hauptgürtel         |
| (189188) Floraliën                     | Hauptgürtel         |
| (3518) Florena                         | Hauptgürtel         |
| (3122) Florence                        | Amor-Typ            |
| (365786) Florencelosse                 | Hauptgürtel         |
| (321) Florentina                       | Hauptgürtel         |
| (197864) Florentpagny                  | Hauptgürtel         |
| (8430) Florey                          | Hauptgürtel         |
| (1689) Floris-Jan                      | Hauptgürtel         |
| (2302) Florya                          | Hauptgürtel         |
| (6689) Floss                           | Hauptgürtel         |
| (225254) Flury                         | Hauptgürtel         |
| (2994) Flynn                           | Hauptgürtel         |
| (11021) Foderà                         | Hauptgürtel         |
| (6771) Foerster                        | Hauptgürtel         |
| (2181) Fogelin                         | Hauptgürtel         |
| (8616) Fogelquist                      | Hauptgürtel         |
| (5323) Fogh                            | Hauptgürtel         |
| (9102) Foglar                          | Hauptgürtel         |
| (13147) Foglia                         | Hauptgürtel         |
| (28073) Fohner                         | Hauptgürtel         |
| (7006) Folco                           | Hauptgürtel         |
| (10129) Fole                           | Hauptgürtel         |
| (187679) Folinsbee                     | Hauptgürtel         |
| (10900) Folkner                        | Hauptgürtel         |
| (363582) Folpotat                      | Hauptgürtel         |
| (17952) Folsom                         | Hauptgürtel         |
| (5198) Fongyunwah                      | Hauptgürtel         |
| (338373) Fonóalbert                    | Hauptgürtel         |
| (8667) Fontane                         | Hauptgürtel         |
| (10069) Fontenelle                     | Hauptgürtel         |
| (4334) Foo                             | Hauptgürtel         |
| (21409) Forbes                         | Hauptgürtel         |
| (181702) Forcalquier                   | Hauptgürtel         |
| (13852) Ford                           | Hauptgürtel         |
| (18122) Forestamartin                  | Hauptgürtel         |
| (277106) Forgó                         | Hauptgürtel         |
| (11333) Forman                         | Hauptgürtel         |
| (11360) Formigine                      | Hauptgürtel         |
| (13248) Fornasier                      | Hauptgürtel         |
| (7629) Foros                           | Hauptgürtel         |
| (28397) Forrestbetton                  | Hauptgürtel         |
| (8025) Forrestpeterson                 | Hauptgürtel         |
| (3223) Forsius                         | Hauptgürtel         |
| (1054) Forsytia                        | Hauptgürtel         |
| (41986) Fort Bend                      | Hauptgürtel         |
| (8780) Forte                           | Hauptgürtel         |
| (3813) Fortov                          | Hauptgürtel         |
| (9548) Fortran                         | Hauptgürtel         |
| (19) Fortuna                           | Hauptgürtel         |
| (8076) Foscarini                       | Hauptgürtel         |
| (24946) Foscolo                        | Hauptgürtel         |
| (2789) Foshan                          | Hauptgürtel         |
| (24654) Fossett                        | Marsbahnkreuzer     |
| (23032) Fossey                         | Hauptgürtel         |
| (5668) Foucault                        | Hauptgürtel         |
| (11670) Fountain                       | Hauptgürtel         |
| (20898) Fountainhills                  | Hauptgürtel         |
| (6288) Fouts                           | Hauptgürtel         |
| (13180) Fourcroy                       | Hauptgürtel         |
| (10101) Fourier                        | Hauptgürtel         |
| (2762) Fowler                          | Hauptgürtel         |
| (16248) Fox                            | Hauptgürtel         |
| (3625) Fracastoro                      | Hauptgürtel         |
| (6085) Fraethi                         | Hauptgürtel         |
| (1105) Fragaria                        | Hauptgürtel         |
| (8235) Fragonard                       | Hauptgürtel         |
| (4859) Fraknoi                         | Hauptgürtel         |
| (6230) Fram                            | Hauptgürtel         |
| (265924) Franceclemente                | Hauptgürtel         |
| (11625) Francelinda                    | Hauptgürtel         |
| (84339) Francescaballi                 | Hauptgürtel         |
| (296928) Francescopalla                | Hauptgürtel         |
| (18583) Francescopedani                | Hauptgürtel         |
| (22598) Francespearl                   | Hauptgürtel         |
| (2133) Franceswright                   | Hauptgürtel         |
| (11596) Francetic                      | Hauptgürtel         |
| (1212) Francette                       | Hauptgürtel         |
| (42929) Francini                       | Hauptgürtel         |
| (2050) Francis                         | Hauptgürtel         |
| (7115) Franciscuszeno                  | Hauptgürtel         |
| (61402) Franciseveritt                 | Hauptgürtel         |
| (22148) Francislee                     | Hauptgürtel         |
| (95802) Francismuir                    | Hauptgürtel         |
| (175920) Francisnimmo                  | Hauptgürtel         |
| (22341) Francispoulenc                 | Hauptgürtel         |
| (4546) Franck                          | Hauptgürtel         |
| (160512) Franck-Hertz                  | Hauptgürtel         |
| (230155) Francksallet                  | Hauptgürtel         |
| (7865) Françoisgros                    | Hauptgürtel         |
| (7831) François-Xavier                 | Hauptgürtel         |
| (302932) Francoballoni                 | Hauptgürtel         |
| (10567) Francobressan                  | Hauptgürtel         |
| (300226) Francocanepari                | Hauptgürtel         |
| (63609) Françoisecolas                 | Hauptgürtel         |
| (21685) Francomallia                   | Hauptgürtel         |
| (25601) Francopacini                   | Hauptgürtel         |
| (22860) Francylemp                     | Hauptgürtel         |
| (16252) Franfrost                      | Hauptgürtel         |
| (25371) Frangaley                      | Hauptgürtel         |
| (125476) Frangarcia                    | Hauptgürtel         |
| (18095) Frankblock                     | Hauptgürtel         |
| (487761) Frankbrandner                 | Hauptgürtel         |
| (21470) Frankchuang                    | Hauptgürtel         |
| (27264) Frankclayton                   | Hauptgürtel         |
| (43083) Frankconrad                    | Hauptgürtel         |
| (4772) Frankdrake                      | Hauptgürtel         |
| (2824) Franke                          | Hauptgürtel         |
| (10246) Frankenwald                    | Hauptgürtel         |
| (204852) Frankfurt                     | Hauptgürtel         |
| (115561) Frankherbert                  | Hauptgürtel         |
| (31098) Frankhill                      | Marsbahnkreuzer     |
| (9662) Frankhubbard                    | Hauptgürtel         |
| (13439) Frankiethomas                  | Hauptgürtel         |
| (40463) Frankkameny                    | Hauptgürtel         |
| (66846) Franklederer                   | Hauptgürtel         |
| (982) Franklina                        | Hauptgürtel         |
| (1925) Franklin-Adams                  | Hauptgürtel         |
| (2845) Franklinken                     | Hauptgürtel         |
| (90396) Franklopez                     | Hauptgürtel         |
| (12142) Franklow                       | Hauptgürtel         |
| (24671) Frankmartin                    | Hauptgürtel         |
| (30068) Frankmelillo                   | Hauptgürtel         |
| (18238) Frankshu                       | Hauptgürtel         |
| (130007) Frankteti                     | Hauptgürtel         |
| (21789) Frankwasser                    | Hauptgürtel         |
| (120038) Franlainsher                  | Hauptgürtel         |
| (21466) Franpelrine                    | Hauptgürtel         |
| (293985) Franquin                      | Hauptgürtel         |
| (10981) Fransaris                      | Hauptgürtel         |
| (12638) Fransbrüggen                   | Hauptgürtel         |
| (66939) Franscini                      | Hauptgürtel         |
| (11242) Franspost                      | Hauptgürtel         |
| (13101) Fransson                       | Hauptgürtel         |
| (862) Franzia                          | Hauptgürtel         |
| (520) Franziska                        | Hauptgürtel         |
| (3183) Franzkaiser                     | Hauptgürtel         |
| (15282) Franzmarc                      | Hauptgürtel         |
| (65694) Franzrosenzweig                | Hauptgürtel         |
| (3917) Franz Schubert                  | Hauptgürtel         |
| (20246) Frappa                         | Hauptgürtel         |
| (13208) Fraschetti                     | Hauptgürtel         |
| (158092) Frasercain                    | Hauptgürtel         |
| (34138) Frasso Sabino                  | Hauptgürtel         |
| (309) Fraternitas                      | Hauptgürtel         |
| (270601) Frauenstein                   | Hauptgürtel         |
| (13478) Fraunhofer                     | Hauptgürtel         |
| (10323) Frazer                         | Hauptgürtel         |
| (21537) Fréchet                        | Hauptgürtel         |
| (1093) Freda                           | Hauptgürtel         |
| (5253) Fredclifford                    | Marsbahnkreuzer     |
| (23882) Fredcourant                    | Hauptgürtel         |
| (17473) Freddiemercury                 | Hauptgürtel         |
| (133527) Fredearly                     | Hauptgürtel         |
| (678) Fredegundis                      | Hauptgürtel         |
| (46095) Frédérickoby                   | Hauptgürtel         |
| (4418) Fredfranklin                    | Hauptgürtel         |
| (6375) Fredharris                      | Hauptgürtel         |
| (21659) Fredholm                       | Hauptgürtel         |
| (19354) Fredkoehler                    | Hauptgürtel         |
| (20608) Fredmerlin                     | Hauptgürtel         |
| (152641) Fredreed                      | Hauptgürtel         |
| (41943) Fredrick                       | Hauptgürtel         |
| (11795) Fredrikbruhn                   | Hauptgürtel         |
| (20313) Fredrikson                     | Hauptgürtel         |
| (7065) Fredschaaf                      | Hauptgürtel         |
| (11766) Fredseares                     | Hauptgürtel         |
| (13859) Fredtreasure                   | Hauptgürtel         |
| (5691) Fredwatson                      | Hauptgürtel         |
| (22846) Fredwhitaker                   | Hauptgürtel         |
| (4159) Freeman                         | Hauptgürtel         |
| (21665) Frege                          | Hauptgürtel         |
| (76) Freia                             | Hauptgürtel         |
| (20593) Freilich                       | Hauptgürtel         |
| (14940) Freiligrath                    | Hauptgürtel         |
| (243073) Freistetter                   | Hauptgürtel         |
| (9555) Frejakocha                      | Hauptgürtel         |
| (3506) French                          | Hauptgürtel         |
| (12651) Frenkel                        | Hauptgürtel         |
| (4482) Frèrebasile                     | Hauptgürtel         |
| (10303) Fréret                         | Hauptgürtel         |
| (11289) Frescobaldi                    | Hauptgürtel         |
| (10111) Fresnel                        | Hauptgürtel         |
| (3369) Freuchen                        | Hauptgürtel         |
| (4342) Freud                           | Hauptgürtel         |
| (9689) Freudenthal                     | Hauptgürtel         |
| (9873) Freundlich                      | innerer Hauptgürtel |
| (210421) Freundtamas                   | Hauptgürtel         |
| (5137) Frevert                         | Hauptgürtel         |
| (242648) Fribourg                      | Hauptgürtel         |
| (1561) Fricke                          | Hauptgürtel         |
| (27792) Fridakahlo                     | Hauptgürtel         |
| (20426) Fridlund                       | Hauptgürtel         |
| (3491) Fridolin                        | Hauptgürtel         |
| (722) Frieda                           | Hauptgürtel         |
| (26307) Friedafein                     | Hauptgürtel         |
| (249523) Friedan                       | Hauptgürtel         |
| (3642) Frieden                         | Hauptgürtel         |
| (538) Friederike                       | Hauptgürtel         |
| (3651) Friedman                        | Hauptgürtel         |
| (5296) Friedrich                       | Hauptgürtel         |
| (153284) Frieman                       | Hauptgürtel         |
| (77) Frigga                            | Hauptgürtel         |
| (30306) Frigyesriesz                   | Hauptgürtel         |
| (5115) Frimout                         | Hauptgürtel         |
| (709) Fringilla                        | Hauptgürtel         |
| (360762) FRIPON                        | Hauptgürtel         |
| (13977) Frisch                         | Hauptgürtel         |
| (1253) Frisia                          | Hauptgürtel         |
| (21541) Friskop                        | Hauptgürtel         |
| (24967) Frištenský                     | Hauptgürtel         |
| (10979) Fristephenson                  | Hauptgürtel         |
| (210444) Frithjof                      | Hauptgürtel         |
| (4394) Fritzheide                      | Hauptgürtel         |
| (436048) Fritzhuber                    | Hauptgürtel         |
| (196772) Fritzleiber                   | Hauptgürtel         |
| (23111) Fritzperls                     | Hauptgürtel         |
| (212705) Friûl                         | Hauptgürtel         |
| (6666) Frö                             | Hauptgürtel         |
| (10835) Fröbel                         | Hauptgürtel         |
| (22474) Frobenius                      | Hauptgürtel         |
| (8583) Froberger                       | Hauptgürtel         |
| (10122) Fröding                        | Hauptgürtel         |
| (4732) Froeschlé                       | Hauptgürtel         |
| (10127) Fröjel                         | Hauptgürtel         |
| (6165) Frolova                         | Hauptgürtel         |
| (11520) Fromm                          | Hauptgürtel         |
| (243637) Frosinone                     | Hauptgürtel         |
| (854) Frostia                          | Hauptgürtel         |
| (18635) Frouard                        | Hauptgürtel         |
| (25543) Fruen                          | Hauptgürtel         |
| (13869) Fruge                          | Hauptgürtel         |
| (15604) Fruits                         | Hauptgürtel         |
| (5190) Fry                             | Hauptgürtel         |
| (31650) Frýdek-Místek                  | Hauptgürtel         |
| (22495) Fubini                         | Hauptgürtel         |
| (261291) Fucecchio                     | Hauptgürtel         |
| (7891) Fuchie                          | Hauptgürtel         |
| (11316) Fuchitatsuo                    | Hauptgürtel         |
| (9638) Fuchs                           | Hauptgürtel         |
| (2345) Fučik                           | Hauptgürtel         |
| (3996) Fugaku                          | Hauptgürtel         |
| (6770) Fugate                          | Hauptgürtel         |
| (11256) Fuglesang                      | Hauptgürtel         |
| (281564) Fuhsiehhai                    | Hauptgürtel         |
| (1584) Fuji                            | Hauptgürtel         |
| (2184) Fujian                          | Hauptgürtel         |
| (11255) Fujiiekio                      | Hauptgürtel         |
| (14425) Fujimimachi                    | Hauptgürtel         |
| (8387) Fujimori                        | Hauptgürtel         |
| (22385) Fujimoriboshi                  | Marsbahnkreuzer     |
| (23245) Fujimura                       | Hauptgürtel         |
| (12408) Fujioka                        | Hauptgürtel         |
| (5352) Fujita                          | Hauptgürtel         |
| (6410) Fujiwara                        | Hauptgürtel         |
| (14911) Fukamatsu                      | Hauptgürtel         |
| (4873) Fukaya                          | Hauptgürtel         |
| (39809) Fukuchan                       | Hauptgürtel         |
| (8043) Fukuhara                        | Hauptgürtel         |
| (6924) Fukui                           | Hauptgürtel         |
| (11495) Fukunaga                       | Hauptgürtel         |
| (8159) Fukuoka                         | Hauptgürtel         |
| (3915) Fukushima                       | Hauptgürtel         |
| (129550) Fukuten                       | Hauptgürtel         |
| (3486) Fulchignoni                     | Hauptgürtel         |
| (12846) Fullerton                      | Hauptgürtel         |
| (20373) Fullmer                        | Hauptgürtel         |
| (5785) Fulton                          | Hauptgürtel         |
| (8224) Fultonwright                    | Hauptgürtel         |
| (609) Fulvia                           | Hauptgürtel         |
| (79241) Fulviobressan                  | Hauptgürtel         |
| (92585) Fumagalli                      | Hauptgürtel         |
| (23455) Fumi                           | Hauptgürtel         |
| (9186) Fumikotsukimoto                 | Hauptgürtel         |
| (16723) Fumiofuke                      | Hauptgürtel         |
| (6869) Funada                          | Hauptgürtel         |
| (9842) Funakoshi                       | Hauptgürtel         |
| (85970) Fundaçãoterra                  | Hauptgürtel         |
| (210434) Fungyuancheng                 | Hauptgürtel         |
| (5712) Funke                           | Hauptgürtel         |
| (194982) Furia                         | Hauptgürtel         |
| (6511) Furmanov                        | Hauptgürtel         |
| (6753) Fursenko                        | Hauptgürtel         |
| (77560) Furusato                       | Hauptgürtel         |
| (7505) Furusho                         | Marsbahnkreuzer     |
| (13815) Furuya                         | Hauptgürtel         |
| (16759) Furuyama                       | Hauptgürtel         |
| (42747) Fuser                          | Hauptgürtel         |
| (4778) Fuss                            | Hauptgürtel         |
| (16507) Fuuren                         | Hauptgürtel         |
| (15001) Fuzhou                         | Hauptgürtel         |
| (55892) Fuzhougezhi                    | Hauptgürtel         |
| (4371) Fyodorov                        | Hauptgürtel         |